# 內惟李氏祖厝

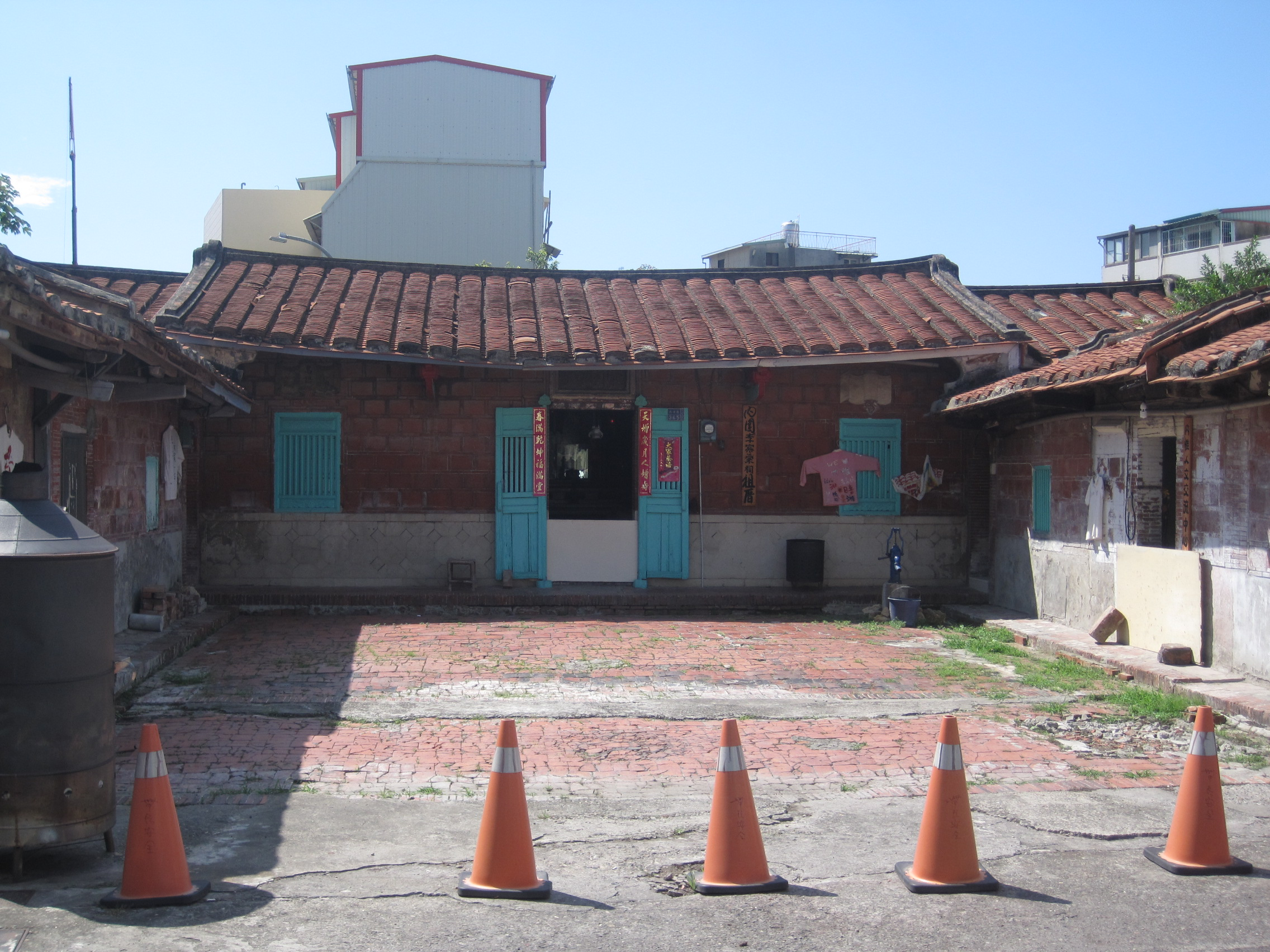
內惟李氏祖厝正面

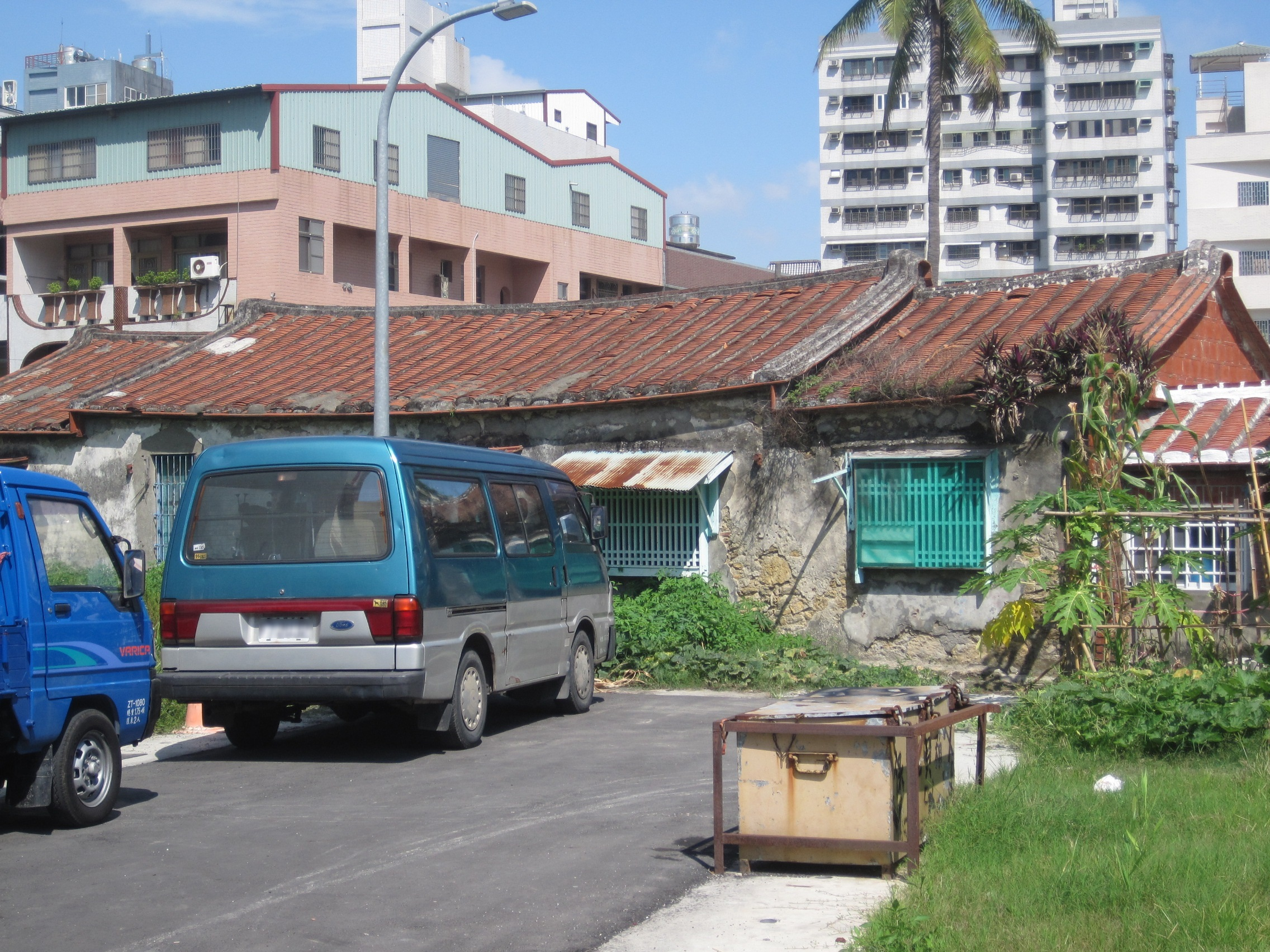
內惟李氏祖厝背面

內惟李氏祖厝是位於臺灣高雄市鼓山區的一座傳統合院建築，始建於清末，歷史悠久，整體保存狀況佳，其後代子孫每年仍會到此祭祖，是內惟地區僅存完整「一落雙護龍」格局的古厝，也是高雄市地區少數保留的百年老厝之一，具有十分濃厚的地方意義，見證高雄內惟（內圍）地區的發展歷史。更是高雄名人數量最多的名人故居之一。
2009年高雄市政府公告六米巷道開闢計畫，將從古厝正身穿過，因部分產權持有人不願意保留，高雄市政府文化局遂仍未將內惟李氏祖厝列入文資保存，而希望保留者為保存搶救，發起了「高雄內惟李氏百年祖厝搶救聯盟」，目前仍持續搶救當中。

## 歷史
內惟李家先祖約在清乾隆年間（據推測為乾隆二十五年，1760年）從江南的松江府（今上海市松江區）渡黑水溝抵臺，來到內惟開墾，李生使及其堂弟李勇為李氏至內惟拓墾第一代，多以務農為主，後氏族逐漸繁衍，成為內惟地區的大姓，李家聚落的分布在內惟社的中心地帶，緊鄰當時十分繁榮的內惟路，李勇的後代大部分居住於頂厝，李生使的後代大部分居住於下厝，頂、下厝因地勢高低而有此之分，兩者以內惟路為界。
李氏祖厝的建造可追溯至清代末年（待考，正廳仍埋有當年興建之磚契），距今已超過百年的歷史，到了日治時期曾由後代李天輝及李榮，於1916年（大正五年）元旦整修，距今已有百多年之歷史，當時此宅整修時，以中央分金線分左右，分別找不同匠師建造，形成所謂的對場式建築，為頂厝李建築群的第一進宅第，當時整修此宅第的所有磚瓦都出自李天輝先生所經營的磚仔窯。

## 人物故事
李氏祖厝的修建者李天輝主要以務農為生，因其勤儉刻苦的精神累積些許財富，遂購地雇長工耕作，之後從他人接手經營磚窯廠，及經營果園種植果樹，逐漸下來累積相當的財力，李天輝先生古道熱腸的個性，內惟社內舉凡鋪橋造路等建設，他皆不遺餘力，出錢出力，當時內惟地區的信仰中心「內惟廟(鎮安宮)」也是他大力募捐之下重修，也擔任過內惟廟的廟公，年久失修的龍泉寺也在李老先生醵資改建，恢復舊觀，甚至遠在左營的舊城城隍廟，也是他和地方人士一同重修。
李天輝做人十分公正，社內若有糾紛常請李老先生從中協調排解，深受信任。李老先生早年沒受教育，但仍在農暇之時翻閱經典及藥書，甚至到中街仔拜師學習漢醫，學成後常自採草藥，為內惟人免費看病，因其熱心助人而受到當地人十分的敬重，可說是內惟地區之精神領袖。日治時期，成為當地之保正，後曾經成為高雄地區少數的台籍區長，也曾經為內惟農會之理事，日本人皆相當尊敬他。李老先生一直十分重視漢學，在日治時期曾聘請老師到內惟青年會館偷偷教授漢學，對於內惟地區漢文化的延續功不可沒。更相傳在二二八時期，有內惟人在左營啟文門（鳳山縣舊城南門）附近遭到軍方射殺，憤慨的地方人士群聚李氏祖厝磚埕，拿著鋤頭、鐮刀準備和左營的駐軍對抗，但在李老先生的勸說下，安撫平息衝動的群眾，避免引發更大的死傷，是老一輩內惟人口中的傳奇人物，其肖像至今仍供奉在內惟廟令後人瞻仰。
李天輝十分注重教育，其後代皆有可觀的學歷及成就，其子李存敬曾留學日本，榮獲碩士學位，學成歸國於教育界服務，曾擔任民代，為民喉舌；當選高雄市議員，認真踏實，反映民意，為鄉里所敬重，旋即連任，並且擔任民政委員會召集人及黨團書記。後當選台灣省省議員，並擔任教育委員會召集人及黨團書記，成為政府與地方之溝通橋樑。卸任省議員後，出任第一屆增額監察委員兼任司法委員會召集人，監督政府，為民造福，受提拔出任省政府委員兼建設廳長。其為人平實正直，對地方建設，關切備至，除了促成九如四路的開闢，改善內惟地區交通，也重建內惟廟，出任第一屆董事，為地區貢獻頗大。
長孫李育英是內惟地區考上大學第一人，且就讀台大歷史系，後於鼓山國中以及正修工專任教。李育嘉曾任國立高雄大學副校長、國立高雄大學教務長及學務長、國立成功大學數學系教授兼主任及理學院院長，現為高雄大學講座教授，其創立的「李存敬文教基金會」熱心公益。李天輝第三代子孫大多有博士學位，也任教於大學，實為內惟地區文風十分盛行的家族，也可說是高雄市人數最多的名人故居，也和內惟地區發展息息相關，見證了歷史的變遷。

## 特殊信仰
李氏祖厝供奉有「太陽公」，並有「太陽公會」的祭祀公業，每年農曆三月十九日是為太陽公生，相傳太陽公之信仰與崇祯帝有關，連橫《台灣通史》云：「3月19日，相傳太陽誕辰，實則崇祯帝殉國之日也。聞之故老，謂明亡之後，遺民不忍死其君，又慮清人猜忌，乃藉言太陽。太陽，日也；日，君象也，故曰：『太陽一出滿天紅』，以寓復明之志。是日以麵製九豬十六羊供為犧牲，則少牢之禮也」，後來逐漸演變為對於四季恩惠之感謝而祭拜。
原本臺灣民間多有此祭拜習俗，但現今已十分少見，李氏祖厝仍每年舉行祭拜儀式，提供空間讓信眾參拜，但已將一些古時禮制簡化，李氏祖厝的太陽公祭祀十分罕見的，為塑有太陽公神像(崇祯帝及其護臣)，以及令牌、令旗等珍貴文物，祭典時，上午是祭拜太陽公，中午辦桌慰勞前來的信眾，下午再酬謝太陽公旗下的軍兵，並選出下一位爐主，將令牌請回家供奉，並籌備下一年度的太陽公誕辰祭祀，至今除了內惟地區外，遠從外地來祭拜的信眾也不在少數，在高雄地區可說是十分珍貴的民間習俗延續。
在台南開基三官廟也有此類祭儀。

## 「李氏古宅」洋樓與李氏祖厝
高雄市市定古蹟「內惟李氏古宅」洋樓宅第建築興建於西元1931年(昭和六年)，係李榮先生經商有成，鳩工興建的，而坊間則流傳是李榮為迎娶打狗仕紳陳啟貞（陳中和長子）之長女陳火月才聘請匠師建造，洋樓宅第完工後，與著名的陳中和洋樓並列日治時期高雄市南、北兩大風格獨特的洋樓。
李氏祖厝的修建李榮也參與其中，古厝左半邊即為李榮所修建，最早也曾在李氏祖厝左外護龍的尾間經營雜貨店(福興號)，李榮家族則是在洋樓完工後，才從李氏祖厝搬入新厝，李氏祖厝也可稱為是李榮家族的發跡地，每年當祭祖之時，李榮族人仍會回到祖厝來進行祭祀，和李氏祖厝的關係是密不可分的，都是頂厝李建築群中十分重要的歷史建物。
民國88年(西元1999年)，「李氏古宅」洋樓面臨都市計畫道路開闢，左半邊將被拆除的情形，在公告要拆除李宅左側、準備拓寬內惟路379巷道路時，李家就開始奔走，希望能保留完整的景觀和格局，加上關心地方文化人士的呼籲之下，高雄市政府終在同年將「李氏古宅」指定為市定古蹟，使其可以完整保存下來。